# Pinto (film)
Pinto è un film muto del 1920 diretto da Victor Schertzinger. Il regista firmò anche il soggetto che fu sceneggiato da George C. Duffy. Prodotto da Samuel Goldwyn, il film aveva come interpreti Mabel Normand, Cullen Landis, Edward Jobson, Edythe Chapman, George Nichols.

## Trama

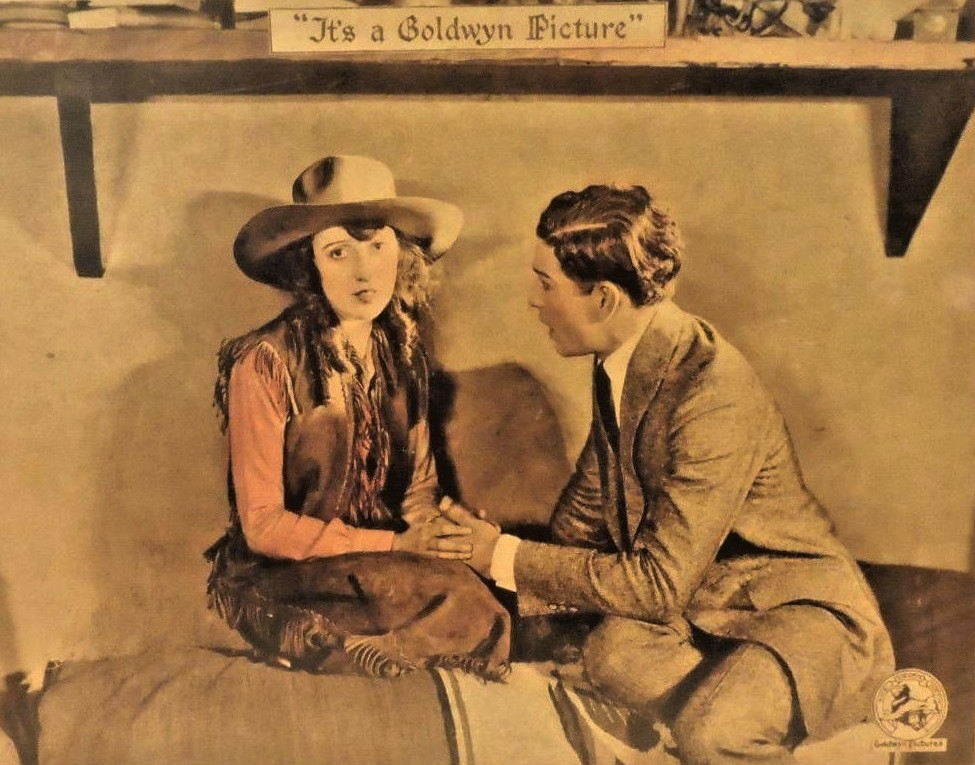

Adottata da piccola da cinque ricchi allevatori dell'Arizona, Pinto cresce libera e senza una grande educazione. Per rimediare e farne una vera signora, i papà adottivi decidono di mandare la ragazza a New York dove sarà accolta in casa di un loro vecchio amico, Pop Audry, che dopo aver lasciato l'Arizona, è diventato un illustre membro della buona società newyorkese. Pinto parte accompagnata da Looey, un cowboy che le fa da chaperon ma, a New York, i due incontrano delle difficoltà a trovare la residenza di Audry. Vengono aiutati da Bob De Witt, un giovane vicino. La moglie di Audry, irritata per la presenza di Pinto in casa loro, annuncia di volersene andare. Pinto, che ha scoperto una relazione della donna con un altro, informa Audry del tradimento della moglie durante uno spettacolo western che ha organizzato per gli amici di Pop. Quest'ultimo si rende conto che la vita di città non fa per lui e lasciata la moglie fedifraga, ritorna in Arizona con Pinto che, senza aver perso i suoi modi da ragazzaccia, è accompagnata da Bob De Witt.

## Produzione
Il film fu prodotto dalla Goldwyn Pictures Corporation.

## Distribuzione
Il copyright del film, richiesto dalla Goldwyn Pictures Corp., fu registrato il 9 dicembre 1919 con il numero LP14524.

Distribuito dalla Goldwyn Distributing Company, il film uscì nelle sale cinematografiche statunitensi nel gennaio 1920. In Danimarca, venne ribattezzato Stridens Æble, mentre in Ungheria, dove fu distribuito nell'aprile 1922, prese il titolo di Pinto, a sheriff lánya.

Non si conoscono copie ancora esistenti della pellicola che viene considerata presumibilmente perduta.